# Margot Foster
Margot Foster, född den 3 oktober 1958, är en australisk roddare.
Hon tog OS-brons i fyra med styrman i samband med de olympiska roddtävlingarna 1984 i Los Angeles.